# 111 Deluxe
111 Deluxe (estilizado em letras maiúsculas) é o terceiro álbum de remixes do cantor e drag queen brasileiro Pabllo Vittar, lançado no dia 26 de novembro de 2020 pela Sony Music Brasil. A coletânea contém uma seleção de remixes de canções de seu terceiro álbum de estúdio, 111 (2020), com participação de diversos artistas.
O material ainda contém duas faixas inéditas: o single "Bandida", com participação da cantora Pocah e "Eu Vou", além de remixes com Veronicat, Boombeat, A Travestis, Jaloo, Getúlio Abelha, Brabo, Tomasa del Real, DJ Anne Louise, Lorena Simpson, Weber, Biu do Piseiro, Chediak & Laysa e Alice Glass. O álbum foi produzido pelo DJ e produtor Rodrigo Gorky, com quem Vittar já trabalhou em projetos anteriores.

## Conceito

### Arte da capa
Para o 111 Deluxe, o designer Gabriel Moro criou a capa a partir da foto de Ernna Costa e foi apresentada nas redes sociais da drag queen.
Sobre o ensaio, o fotografo Ernna Costa disse para o portal POPline: “A gente quis trazer o máximo que a Pabllo pode oferecer, sabe? Não que isso seja tudo, mas o máximo para esse momento. A Pabllo é uma guerreira, ela é uma deusa, ela é muito poderosa, então a gente quis retratar isso e trazer um pouco da história dela, de onde ela veio.”

## Divulgação

### Singles
- "Bandida" foi lançada como primeiro e único single do álbum, em 27 de novembro de 2020, contando a participação da cantora Pocah.

## Lista de faixas
| N.º            | Título                                               | Compositor(es) | Duração |  |
| 1.             | "Bandida" (com Pocah)                                | Vittar Shade Barão Rodrigo Gorky Arthur Marques Pablo Bispo Maffalda Guilherme Pereira Wallace Vianna André Vieira Breder | 2:26    |  |
| 2.             | "Eu Vou"                                             | Vittar Weber Gomes Pereira Bispo Gorky                                                                                    | 2:25    |  |
| 3.             | "Parabéns" (Veronicat & Boombeat Remix)              | Vittar Marques Gomes Pereira Bispo Gorky                                                                                  | 2:20    |  |
| 4.             | "Tímida" (A Travestis Remix)                         | Gorky Danielle Sanchez Luciano Chavasca Pereira Bispo Marques Gomes Tertuliana Lustrosa Gale                              | 3:05    |  |
| 5.             | "Lovezinho" (Jaloo Remix)                            | Marques Gorky Gomes Bispo Pereira                                                                                         | 2:36    |  |
| 6.             | "Amor de Que" (Pabllo Vittar & Getúlio Abelha Remix) | Marques Gorky Gomes Bispo Pereira                                                                                         | 2:52    |  |
| 7.             | "Salvaje" (Brabo & Tomasa del Real Remix)            | Marques Gomes Daniela Lapadula Gorky Pereira Enzo Di Carlo Bisbo                                                          | 2:45    |  |
| 8.             | "Flash Pose" (DJ Anne Louise & Lorena Simpson Remix) | Marques Gomes Charli XCX Frances Noon Gorky Pereira Bispo Andrio Sena                                                     | 2:48    |  |
| 9.             | "Clima Quente" (Weber & Biu do Piseiro Remix)        | Gorky Gomes Bispo Marques                                                                                                 | 2:49    |  |
| 10.            | "Ponte Perra" (Chediak & Laysa Remix)                | Marques Gorky Gomes Pereira Bispo Lapadula                                                                                | 2:49    |  |
| 11.            | "Rajadão" (Alice Glass Remix)                        | Marques Gorky Jupiter Keyes Gomes Bispo Pereira                                                                           | 3:29    |  |
| Duração total: | Duração total:                                       | Duração total: | 33:29   |  |

## Histórico de lançamento
| Região | Data                   | Formato(s)                 | Gravadora(s)      |
| ------ | ---------------------- | -------------------------- | ----------------- |
| Várias | 26 de novembro de 2020 | Download digital streaming | Sony Music Brasil |